# OutRight Action International
OutRight International (OutRight) és una organització no governamental de drets humans LGBTIQ que aborda les violacions dels drets humans i els abusos contra lesbianes, gais, bisexuals, transgèneres i intersexuals. OutRight International documenta la discriminació i els abusos dels drets humans basats en la seva orientació sexual, identitat de gènere, expressió de gènere i característiques sexuals en col·laboració amb activistes, mitjans de comunicació, ONG i aliats a nivell local, regional, nacional i internacional. OutRight International té l'estatut consultiu amb l'ECOSOC.

## Història

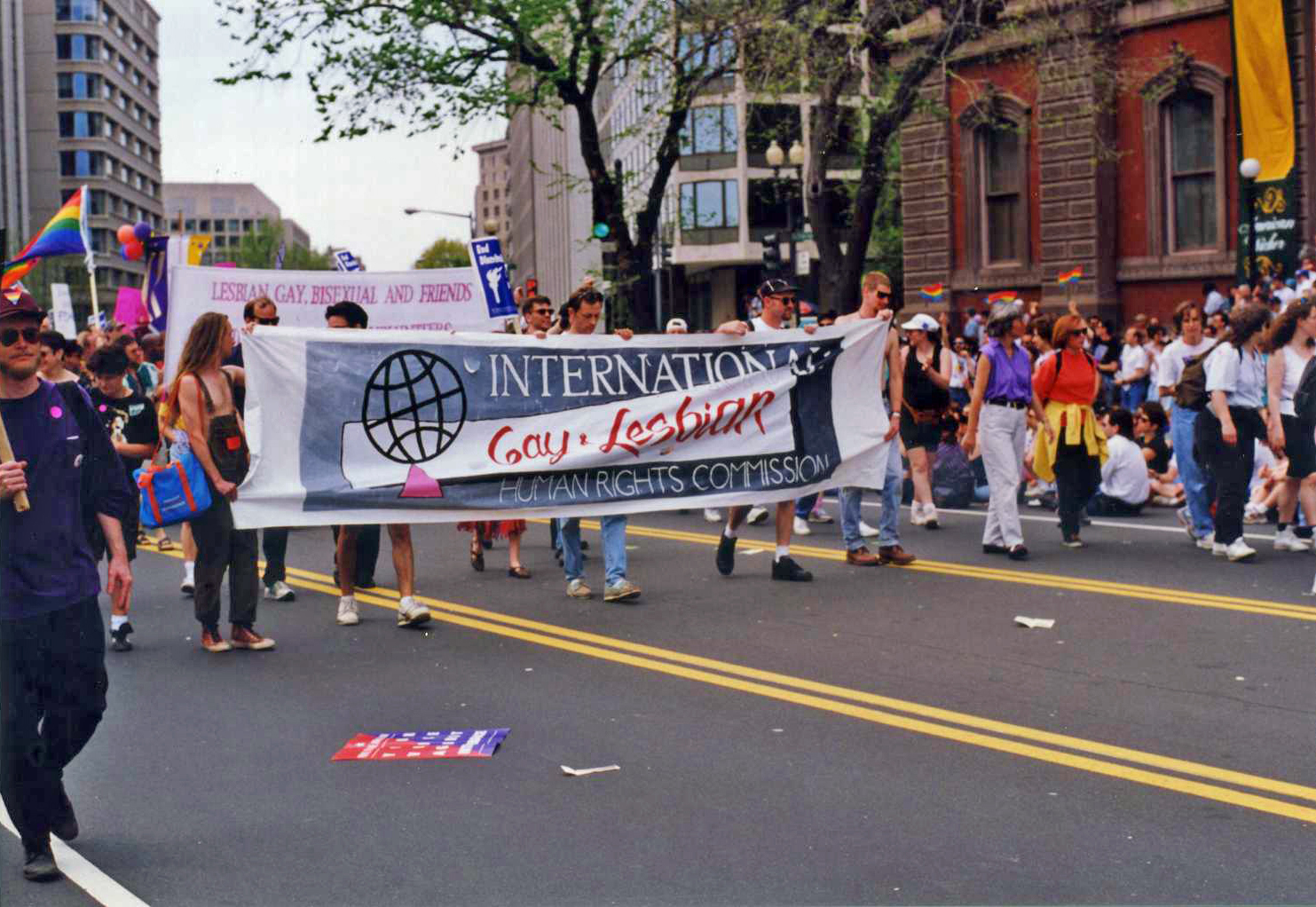
L'IGLHRC a la Marxa de 1993 a Washington per la igualtat de drets i l'alliberament de les persones LGB

OutRight International, abans coneguda com a Comissió Internacional de Drets Humans de Gais i Lesbianes (IGLHRC), va ser fundada per Julie Dorf el 1990, i incorporada com a organització sense ànim de lucre el 7 de novembre de 1990. Tot i que inicialment es va centrar en els abusos dels drets humans LGBT a Rússia, l'organització ara és activa a moltes altres parts del món, incloses les Amèriques, Àfrica, l'Orient Mitjà i Àsia. OutRight International té la seu a la ciutat de Nova York amb oficines satèl·lits a la costa oest ia Espanya, i Manila. OutRight International té un arxiu digital de la seva documentació sobre drets humans LGBT i materials educatius per a la recerca.
El 19 de juliol de 2010, el Consell Econòmic i Social de les Nacions Unides va votar acreditar l'IGLHRC com una de les ONG a les quals es va concedir l'estatut consultiu davant l'organització internacional. Això permet a IGLHRC assistir a les reunions de les Nacions Unides, contribuir amb declaracions i col·laborar amb les agències de les Nacions Unides.
L'any 2010, IGLHRC va contribuir a la formació d' "Una guia per a activistes" dels Principis de Yogyakarta.
El 2015, durant el 25è aniversari de la Comissió Internacional de Drets Humans de Gais i Lesbianes (IGLHRC), l'organització va canviar el seu nom a OutRight Action International per fer-la més inclusiva.
El 2015, la directora executiva d'OutRight, Jessica Stern, va presentar una sessió informativa del Consell de Seguretat de les Nacions Unides, la primera que es feia sobre les violacions dels drets humans LGBTI.
El 2015, OutRight en col·laboració amb CUNY Law School va fer una conferència d'un dia en el Dia dels Drets Humans anomenada OutSummit.
El 2016, com a membre del Grup bàsic LGBTI de les Nacions Unides (drets LGBT a les Nacions Unides), OutRight va participar en un esdeveniment d'alt nivell de l'ONU que va incloure el 8è secretari general Ban Ki-Moon, el 47è vicepresident dels Estats Units Joe Biden, La presidenta de Xile, Michelle Bachelet i la primera ministra de Noruega, Erna Solberg
El 2017, OutRight va desafiar la inclusió de C-Fam a la delegació dels EUA a la CSW de l'ONU 2017.
El 2018, Neish McLean, director executiu de TransWave i OutRight Caribbean Program Officer, va presentar la declaració d'intervenció en nom dels principals grups i altres parts interessades en resposta a les revisions nacionals voluntàries de Jamaica a les Nacions Unides.
El 2019, OutRight va treballar amb ONU Dones per formar part d'un panell històric a les Nacions Unides sobre "La diversitat de gènere: més enllà dels binaris"
El 2022, OutRight va eliminar "Action" del seu nom, convertint-se formalment en OutRight International.

## Programes
El treball d'OutRight s'organitza en quatre programes regionals (Àsia, Orient Mitjà i Nord d'Àfrica, Àfrica subsahariana i Amèrica Llatina i el Carib) i programes interregionals centrats en les Nacions Unides, la investigació global i la seguretat i seguretat per als activistes LGBTIQ.
El treball a la regió d'Àsia promou l'acceptació de la diversitat sexual i de gènere a tots els nivells de la societat. L'informe de 2014 "Violence: Through The Lens of Lesbians, Bisexual Women And Trans People in Asia" va recopilar i revisar dades de cinc països de la regió. Els projectes més recents se centren en la protecció de la violència domèstica per als col·lectius LGBT a les Filipines i Sri Lanka.
La tasca a la regió del Carib consisteix a donar suport a les organitzacions per aconseguir el registre legal, i ofereix suport per establir i construir la capacitat d'organitzacions de nova creació, així com per combatre la violència de gènere.

### Programa de recerca
El programa d'investigació d'OutRight International recull dades quantitatives i qualitatives mitjançant enquestes per promoure la defensa global de l'LGBTIQ i abordar qüestions sobre religió, cultura, govern i normes socials de sexualitat de gènere, expressió de gènere i orientació sexual. Aquesta investigació s'analitza per utilitzar-la en àmbits locals, regionals, internacionals i de comunicacions.

### Programa de les Nacions Unides
OutRight és la primera i única organització de drets humans LGBTIQ amb seu als Estats Units que ha obtingut l'estatut consultiu amb el Consell Econòmic i Social de les Nacions Unides (ECOSOC). OutRight utilitza el seu estatus per treballar com a organitzador de la convocatòria de grups i activistes que vénen a Nova York per dur a terme la defensa dels temes LGBTIQ a les Nacions Unides. OutRight fa una tasca de defensa directa a les Nacions Unides amb un enfocament a l'Assemblea General, la Comissió sobre la Condició de la Dona i el Fòrum polític d'alt nivell sobre el desenvolupament sostenible. Dos actes d'OutRight uneixen la tasca de defensa directa de l'ONU amb activistes i defensors de la comunitat LGBTIQ a tot el món: Advocacy Week i la Confraternitat Religiosa de les Nacions Unides. OutRight es compromet amb les parts interessades nacionals, regionals i internacionals, incloses les missions dels Estats membres de l'ONU, els mecanismes especials de l'ONU, les agències de l'ONU i la Secretaria de l'ONU per donar suport als drets LGBTIQ a la seu de l'ONU, inclòs el Grup Central LGBTI de les Nacions Unides.

## Premis

### Premi Felipa de Souza
Des de 1994, OutRight atorga un premi anual, el Premi Felipa de Souza, per honrar a un activista o organització dels drets humans.

### Premi Outspoken
OutRight presenta cada cert temps el Premi Outspoken a personalitats destacades. El Premi Outspoken "reconeix el lideratge d'un aliat global de la comunitat de lesbianes, gais, bisexuals, transgèneres i intersexuals (LGBTI) la franquesa de la qual ha contribuït substancialment a avançar en els drets i la comprensió de les persones LGBTI a tot arreu".